# イボ島
イボ島（ポルトガル語: Ilha do Ibo）は東アフリカのインド洋にあるキリンバス諸島に属する島で、モザンビーク北部のカボ・デルガード州に属する。南緯12度21分、東経40度38分に位置する。人口は3,054人（1997年人口調査）。

## 概要
イスラム勢力の貿易港として発達し、1502年には、航海中の ヴァスコ・ダ・ガマが滞在した。1609年にポルトガルによって砦が築かれた。1761年、ポルトガル人はサン・ジュアン砦を建設し、ポルトガル領東アフリカのカボ・デルガード州の最初の州都となった。この砦は現存している。この町は奴隷貿易の港としてポルトガル領東アフリカではモザンビーク島に次ぐ重要都市だった。奴隷貿易廃止後は衰退し、1929年にはポルト・アメーリア（現在のペンバ）に州都が移された。1975年、モザンビークのポルトガルからの独立によりイボ島はモザンビーク領となった。現在のイボ島には往時の喧騒はなく、銀細工の島として知られている。
イボ島はキリンバス国立公園の一部であり、アフリカ大陸のモザンビーク本土にあるTandanhangueとはダウ船で結ばれている。また、1階建ての灯台守用の建物を併設したポルトガル統治時代からの灯台が設置されている。